# Rì rì lá lớn
Rì rì lá lớn (danh pháp khoa học: Syzygium attopeuense) là một loài thực vật có hoa trong Họ Đào kim nương. Loài này được (Gagnep.) Merr. & L.M.Perry miêu tả khoa học đầu tiên năm 1938.